# Partido pega-tudo
Um partido "pega‑tudo" (catch‑all party) também conhecido como partido-ônibus (big tent party) é aquele que busca atrair um eleitorado amplo e heterogêneo, reduzindo a sua identidade ideológica e priorizando estratégias pragmáticas e centradas no voto. O conceito foi proposto por Otto Kirchheimer na década de 1960 para descrever a transformação de antigas mass parties em partidos voltados ao eleitor geral, com liderança centralizada e foco em temas de consenso.
Esse modelo se caracteriza por:
- Ideologia diluída e menos clara;
- Centralização do comando partidário;
- Papel reduzido aos membros comuns;
- Apelo à maior quantidade possível de votantes, evitando questões polarizadoras.[2][3]

Estudos comparativos também mostram que esse tipo de partido emergiu em democracias da Europa Central e Oriental, nos Estados Unidos e em outras regiões, especialmente em sistemas presidenciais onde o eleitorado favorece partidos centristas e de formação ampla.

## Exemplos de partidos pega-tudo
- Alemanha: União Democrata-Cristã;[6]
- Argentina: Partido Justicialista;[7] União Cívica Radical;[7]
- Austrália: Partido Liberal da Austrália;[8]
- Áustria: Partido Popular Austríaco;[6]
- Brasil: Movimento Democrático Brasileiro (MDB)[9], Partido Social Democrático (PSD);
- Canadá: Partido Liberal do Canadá;[8] Partido Progressista Conservador do Canadá;[10]
- Catalunha: Juntos pelo Sim;[11]
- El Salvador: Nuevas Ideas
- Eritreia: Frente Popular pela Democracia e Justiça;[12]
- Escócia: Partido Nacional Escocês;[13]
- Estados Unidos: Partido Democrata,[14][15] Partido Libertário,[14] Socialistas Democráticos da América;[16]
- França: Renascimento;[17] União Popular Republicana;[18]
- Hungria: Jobbik;[19]
- Índia: Congresso Nacional Indiano;[20]
- Irão: Frente da Participação do Irão Islâmico;[21]
- Irlanda: Fianna Fáil;[22]
- Itália: Democracia Cristã (1943-1994);[23] Movimento 5 Estrelas;
- Japão: Partido Liberal Democrata;[8]
- México: Partido Revolucionário Institucional;[24]
- Nova Zelândia: Partido Nacional;[8]
- Portugal: Partido Social Democrata;[25]
- Chéquia: ANO 2011;[26]
- Rússia: Rússia Unida;[27]
- Suécia: Partido Social-Democrata.[8]